# Denver (Iowa)
Denver és una població dels Estats Units a l'estat d'Iowa. Segons el cens del 2000 tenia 1.627 habitants.

## Demografia
Segons el cens del 2000, Denver tenia 1.627 habitants, 648 habitatges, i 476 famílies. La densitat de població era de 455,2 habitants per km².
Dels 648 habitatges en un 36,4% hi vivien nens de menys de 18 anys, en un 62,8% hi vivien parelles casades, en un 9,3% dones solteres, i en un 26,4% no eren unitats familiars. En el 24,4% dels habitatges hi vivien persones soles el 14,7% de les quals corresponia a persones de 65 anys o més que vivien soles. El nombre mitjà de persones vivint en cada habitatge era de 2,46 i el nombre mitjà de persones que vivien en cada família era de 2,93.
Per edats la població es repartia de la següent manera: un 26,4% tenia menys de 18 anys, un 6% entre 18 i 24, un 25,9% entre 25 i 44, un 25% de 45 a 60 i un 16,7% 65 anys o més.
L'edat mediana era de 40 anys. Per cada 100 dones de 18 o més anys hi havia 81,5 homes.
La renda mediana per habitatge era de 44.375 $ i la renda mediana per família de 53.958 $. Els homes tenien una renda mediana de 41.731 $ mentre que les dones 24.830 $. La renda per capita de la població era de 20.791 $. Entorn del 2,1% de les famílies i el 2,4% de la població estaven per davall del llindar de pobresa.

## Poblacions més properes
El següent diagrama mostra les poblacions més properes.